# فيلا كوك
فيلا كوك (بالفرنسية: Villa Cook أو Maison Cook) هو منزل يقع في بولون-بيانكور، فرنسا. صمّمه المعمار الفرنسي السويسري لو كوربوزييه، وتم بناؤه عام 1924. حقق لو كوربوزييه في تصميم هذا المنزل نقاطه الخمس في العمارة التي استخدمها في تصميم المسكن، والتي نشرها في عام 1926.